# Chi ruba un piede è fortunato in amore
Chi ruba un piede è fortunato in amore è una commedia in due atti del 1961 di Dario Fo.